# Рандсберг (Калифорнија)
Рандсберг (енгл. Randsburg) насељено је место без административног статуса у америчкој савезној држави Калифорнија.

## Демографија
По попису из 2010. године број становника је 69, што је 8 (-10,4%) становника мање него 2000. године.
| Група             | 2000.      | 2010.      |
| Белци             | 65 (84,4%) | 60 (87,0%) |
| Афроамериканци    | 0 (0,0%)   | 0 (0,0%)   |
| Азијати           | 0 (0,0%)   | 2 (2,9%)   |
| Хиспаноамериканци | 4 (5,2%)   | 2 (2,9%)   |
| Укупно            | 77         | 69         |